# Good Girl Gone Bad Tour
Die Good Girl Gone Bad Tour war die zweite Welttournee der barbadischen Sängerin Rihanna. Die Tournee unterstützte ihr drittes Studioalbum Good Girl Gone Bad. Die Songs waren vor allem aus Good Girl Gone Bad, einige Songs zudem aus ihren ersten beiden Alben. Akon trat als Vorgruppe bei den kanadischen Konzerten auf, während Ciara und David Jordan im Vereinigten Königreich als Vorgruppen auftraten. Chris Brown war Vorgruppe während der Tour in Ozeanien. Für die Konzerte in Deutschland war die Vorgruppe Sistanova.
Während der Show trug Rihanna vorwiegend Lederkostüme. Viele Änderungen wurden in der Setlist noch während der Tour vorgenommen. Die Original-Setlist bietet eine Coverversion von Bob Marleys Is This Love. Während der Europatour 2008 wurde die Setlist bis auf fünfzehn Songs verkürzt. In der Setlist der Tour in Ozeanien und Asien wurde die jeweilige Show mit einer Zugabe beendet. Die Tour erhielt gemischte Kritiken, Thema der Kritiken waren vor allem die Outfits auf der Bühne. Eine DVD der Manchester-Show mit dem Titel Good Girl Gone Bad Live wurde am 17. Juni 2008 veröffentlicht.

## Hintergrund

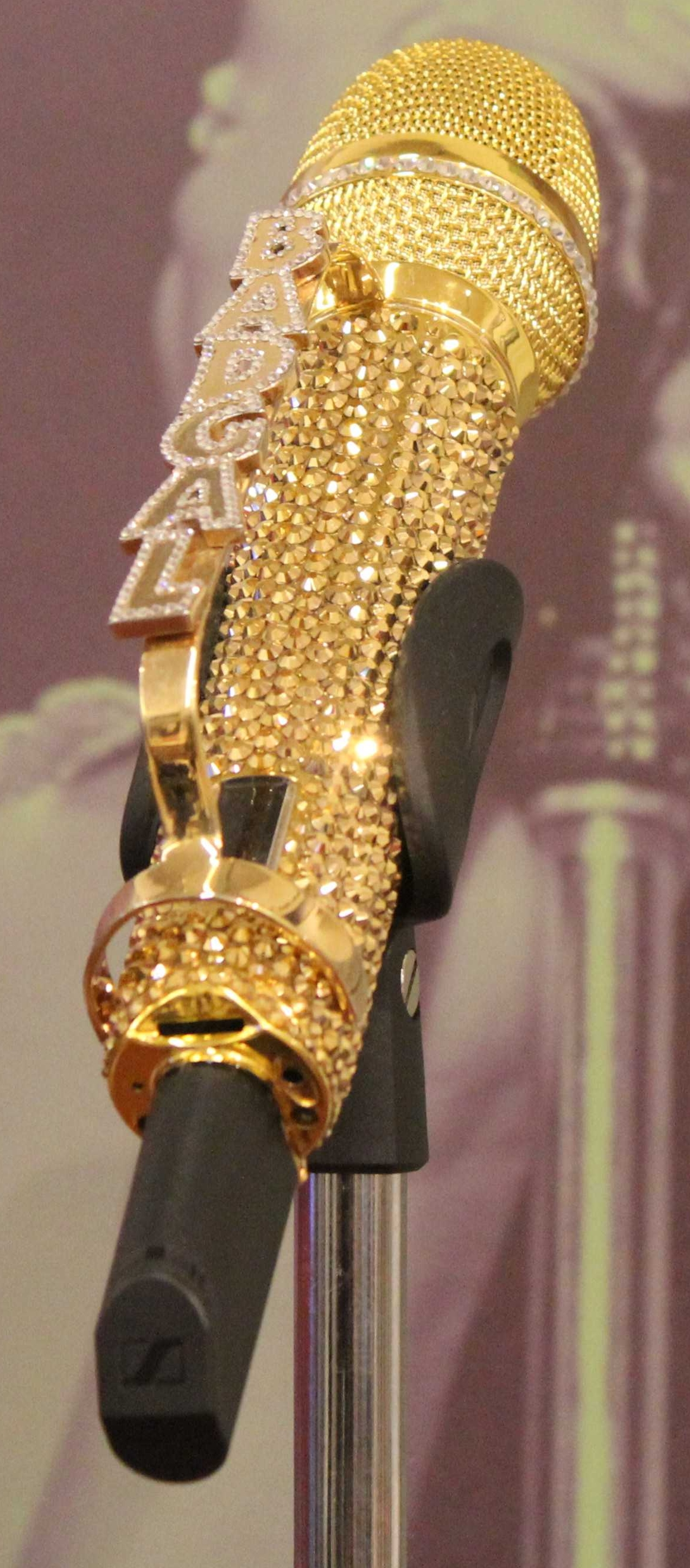
Mikrofon der Tournee mit den Worten Bad Gal (deut. Böses Mädchen).

Die Tournee war Rihannas erste weltweite Tournee, in der sie der Hauptact war. Sie präsentierte ein völlig neues Bild von Rihanna, die sehr provokative Lederkostüme während jeder Show trug. Die Bühne war aufwendig gestaltet. Sie bestand aus einer großen Anzahl von Treppen, zwei großen Flachbildschirmen, auf denen Bilder von Rihanna und speziell angefertigte Clips gezeigt worden, und sechs schlanke Flachbildschirme, die gleichmäßig verteilt wurden, drei auf der linken Seite und drei auf der rechten Seite. Die Bühne bestand ebenfalls aus Tausenden von Lichtern, die in verschiedenen Farben leuchteten. Es gab auch einen großen LC-Bildschirm in der Mitte der Bühne, der hauptsächlich Rihanna zeigte. Die Bühne war mit Pyrotechnik und anderen auf der Bühne stehenden Requisiten, die Rihanna und die Tänzer während ihres Auftritts verwendeten, bepackt. Ihre Background-Sängerinnen und die Band waren auf beiden Seiten der Bühne verteilt. Während der Australien-Etappe der Tour hatte die Bühne auch eine kleine anhebbare Plattform an der vorderen Mitte der Bühne. Für „Disturbia“, begann sie oben auf dieser Plattform zu singen und stieg wieder bei „Unfaithful“ auf sie.
Akon wurde als Opening Act für die Tour in Kanada während der Nordamerika-Etappe ausgewählt. Der Rest der Shows während der Etappe hatte keine Vorband. Ciara eröffnete die Shows bei allen britischen Terminen im Dezember und David Jordan eröffnete sie bei allen britischen März-Terminen. Adam Tensta eröffnete die restlichen europäischen Konzerte im März 2008. Chris Brown führte vor Rihanna eine vollständige Setliste während der Australien-, Neuseeland- und Philippinen-Etappe der Tour vor. In Mexiko-Stadt eröffnete der mexikanische Popstar María José die Show mit einem Vier-Song-Medley aus ihren ersten drei Singles und ihrer aktuellen Single Una Soja Señora. Aufgrund ärztlicher Anweisungen wurden im Dezember 2007 die Konzerte in Nottingham, Birmingham und Bournemouth sehr kurzfristig abgesagt. Die Birmingham- und Nottingham-Konzerte wurden schließlich verschoben. Während des Sydney-Konzerts am 7. November 2008 lief Rihanna während des Auftritts von „Umbrella“ zusammen mit Chris Brown hinter die Bühne. TMZ.com berichtete, dass Rihanna durch die Luft in der Arena Atem- und Konditionsprobleme hatte. Die Konzerte am 12. und 13. Februar in Asien wurden wegen Chris Browns Angriff auf Rihanna abgesagt.

## Kritik
Mike Usinger von The Georgia Straight gab eine gemischte Kritik zum Konzert in Vancouver am GM Place ab. Er sagte: „Der Barbados-Knockout hat noch viel zu lernen, darüber wie man ein Publikum am Laufen hält.“ Allerdings kommentierte Usinger auch: „Das Freundlichste was man über Rihanna sagen kann, ist, dass sie einige Verbesserungen seit ihrem letzten Besuch gezeigt hat.“ Jason Macneil von Canadian Online Explorer gab einen positiven Beitrag zu dem Konzert während der Show im Molson Amphitheatre und sagte: „Die Sängerin machte einen umwerfenden Eindruck, als sie mit Pon de Replay eröffnete und ein sexy, dominaartiges, mit Nieten besetztes schwarzes Lederensemble trug.“ Für die geplante Show am 13. Februar in Malaysia verlangte das konservative islamische Land, dass Rihannas Konzert wegen ihrer knappen Outfits verboten werden soll. Die Tour erhielt für die Live-Performance von Rihanna, das Konzept und die Outfits überwiegend positive Kritiken.

## Broadcasts und Aufnahmen
Am 24. September 2007 wurde die Show im Bell Centre in Montreal, Kanada, aufgezeichnet und stand für Zuschauer online auf MSN Music zur Verfügung. Die Übertragung wurde viel genutzt und brach Rekorde; sie wurde über eine Million Mal online in der ersten Woche angesehen. Rihannas Konzert war das am meisten angeklickte Konzert von einem einzigen Künstler auf MSN Music im Jahr 2007. Rihannas Konzert in Ischgl, Österreich, am 1. Dezember 2007 wurde aufgezeichnet und im österreichischen Fernsehen ausgestrahlt. Das Konzert war für das Publikum vor Ort kostenlos. Die Show in der Manchester Evening News Arena in Manchester, England, am 6. Dezember 2007 wurde ebenfalls aufgezeichnet und später am 17. Juni 2008 als Rihannas erste Live-DVD mit dem Titel Good Girl Gone Bad Live veröffentlicht. Die DVD beinhaltet auch eine Dokumentation von Rihanna und ihrer Band während der Reise und dem Leben auf Tour. Das Konzert wurde zum ersten Mal am Weihnachtstag 2008 auf Channel 4 im öffentlichen Fernsehen ausgestrahlt. Am 16. November 2008 erreichte das Konzert in Fort Bonifacio in Manila, Philippinen, ein Publikum von mehr als 70.000 Menschen. Das Konzert wurde von MTV Philippinen und Globe Telecom gesponsert.

## Vorgruppen
- Akon (Nordamerika)
- Kardinal Offishall (Kanada)
- Ray Lavender (London und Kanada)
- Kat DeLuna (Lincroft)
- Ciara (Vereinigtes Königreich)[13]
- DanceX (verschiedene Daten)
- David Jordan (Vereinigtes Königreich)[13]
- Chris Brown (Ozeanien)[13]
- María José (Mexiko)
- Sistanova (Deutschland)[14]

## Songs
| Nordamerika | Europa | Ozeanien/Asien/Mexiko |
| --- | --- | --- |
| 1. „Pon de Replay“ 2. „Break It Off“ (solo Version) 3. „Let Me“ 4. „Rehab“ 5. „Breakin’ Dishes“ 6. „Is This Love“ (Bob Marley cover) 7. „Kisses Don’t Lie“ 8. „Scratch“ 9. „SOS“ 10. „Good Girl Gone Bad“ 11. „Hate That I Love You“ (solo Version) 12. „Unfaithful“ 13. „Sell Me Candy“ 14. „Don’t Stop the Music“ 15. „Shut Up and Drive“ 16. „Umbrella“ | 1. „Pon de Replay“ 2. „Break It Off“ (solo Version) 3. „Let Me“ 4. „Rehab“ 5. „Breakin’ Dishes“ 6. „Is This Love“ (Bob Marley cover) (nur 2007) 7. „Kisses Don’t Lie“ (nur 2007) 8. „Scratch“ 9. „SOS“ 10. „Good Girl Gone Bad“ 11. „Hate That I Love You“ (solo Version) 12. „Unfaithful“ 13. „Sell Me Candy“ (nur 2007) 14. „Don’t Stop the Music“ 15. „Push Up on Me“ 16. „Shut Up and Drive“ 17. „Question Existing“ 18. „Umbrella“ | 1. Intro/„Disturbia“ (enthält Inhalte von „Sweet Dreams (Are Made of This)“ und von „Seven Nation Army“) 2. „Breakin’ Dishes“ 3. „Break It Off“ (solo version) 4. „Let Me“ 5. „Rehab“ 6. Medley 1. „Pon de Replay“ 2. „Paper Planes“ (M.I.A. cover) 3. „Doo Wop (That Thing)“ (Lauryn Hill cover) 4. „Live Your Life“ (solo version) 7. „Scratch“ 8. „SOS“ 9. „Good Girl Gone Bad“ 10. „Hate That I Love You“ (solo Version/feat. David Bisbal bei den Mexiko Daten) 11. „Unfaithful“ 12. „Don’t Stop the Music“ 13. „Push Up on Me“ 14. „Shut Up and Drive“ 15. „Take a Bow“ 16. „Umbrella“ (Cinderella Remix mit Chris Brown bei den Ozeanien Daten) 17. Outro |

## Tourdaten
| Nordamerika           |                   |                        |                                           |
| 15. September 2007(A) | Vancouver         | Kanada                 | GM Place                                  |
| 17. September 2007    | Grande Prairie    | Kanada                 | Canada Games Arena                        |
| 18. September 2007    | Calgary           | Kanada                 | Stampede Corral                           |
| 19. September 2007    | Saskatoon         | Kanada                 | Credit Union Centre                       |
| 22. September 2007    | Toronto           | Kanada                 | Molson Amphitheatre                       |
| 23. September 2007    | London            | Kanada                 | John Labatt Centre                        |
| 24. September 2007    | Montreal          | Kanada                 | Bell Centre                               |
| 25. September 2007    | Québec            | Kanada                 | Pavillon de la Jeunesse                   |
| 27. September 2007    | Moncton           | Kanada                 | Moncton Coliseum                          |
| 28. September 2007    | Saint John        | Kanada                 | Harbour Station                           |
| 30. September 2007    | Halifax           | Kanada                 | Halifax Metro Centre                      |
| 2. Oktober 2007       | Arlington         | USA                    | Texas Hall                                |
| 5. Oktober 2007       | Rochester         | USA                    | RIT Gordon Field House                    |
| 11. Oktober 2007      | New York City     | USA                    | Nokia Theatre                             |
| 13. Oktober 2007      | Lincroft          | USA                    | Robert J. Collins Arena                   |
| 18. Oktober 2007      | State College     | USA                    | Bryce Jordan Center                       |
| 19. Oktober 2007(B)   | Philadelphia      | USA                    | Wachovia Center                           |
| 20. Oktober 2007      | Phoenix           | USA                    | Arizona Veterans Memorial Coliseum        |
| 23. Oktober 2007      | Los Angeles       | USA                    | House of Blues                            |
| Europa                |                   |                        |                                           |
| 11. November 2007     | Paris             | Frankreich             | Le Zénith                                 |
| 13. November 2007     | Paris             | Frankreich             | Le Zénith                                 |
| 14. November 2007     | Basel             | Schweiz                | St. Jakobshalle                           |
| 20. November 2007     | Köln              | Deutschland            | Palladium                                 |
| 21. November 2007     | Amsterdam         | Niederlande            | Heineken Music Hall                       |
| 22. November 2007     | Brüssel           | Belgien                | Forest National                           |
| 23. November 2007     | Frankfurt am Main | Deutschland            | Jahrhunderthalle                          |
| 24. November 2007     | Belgrad           | Serbien                | Belgrad Arena                             |
| 26. November 2007     | Berlin            | Deutschland            | Columbiahalle                             |
| 27. November 2007     | Bratislava        | Slowakei               | Sibamac Arena                             |
| 30. November 2007     | Sofia             | Bulgarien              | Prinz Alexander von Battenberg-Platz      |
| 1. Dezember 2007(C)   | Ischgl            | Österreich             | Top of the Mountain Concert               |
| 2. Dezember 2007      | Dublin            | Irland                 | Royal Dublin Society                      |
| 3. Dezember 2007      | Belfast           | Vereinigtes Königreich | Odyssey Arena                             |
| 6. Dezember 2007      | Manchester        | Vereinigtes Königreich | Manchester Evening News Arena             |
| 7. Dezember 2007      | Sheffield         | Vereinigtes Königreich | Sheffield Arena                           |
| 13. Dezember 2007     | Newcastle         | Vereinigtes Königreich | Metro Radio Arena                         |
| 14. Dezember 2007     | Glasgow           | Vereinigtes Königreich | Scottish Exhibition and Conference Centre |
| 16. Dezember 2007     | London            | Vereinigtes Königreich | Wembley Arena                             |
| 17. Dezember 2007     | Brighton          | Vereinigtes Königreich | The Brighton Centre                       |
| 18. Dezember 2007     | Birmingham        | Vereinigtes Königreich | National Exhibition Centre                |
| 19. Dezember 2007     | Cardiff           | Vereinigtes Königreich | Cardiff International Arena               |
| 20. Dezember 2007     | Nottingham        | Vereinigtes Königreich | Trent FM Arena                            |
| 26. Februar 2008      | Dublin            | Irland                 | RDS Simmonscourt                          |
| 27. Februar 2008      | Dublin            | Irland                 | RDS Simmonscourt                          |
| 2. März 2008          | Belfast           | Vereinigtes Königreich | Odyssey Arena                             |
| 3. März 2008          | Aberdeen          | Vereinigtes Königreich | Aberdeen Exhibition Centre                |
| 5. März 2008          | Liverpool         | Vereinigtes Königreich | Echo Arena                                |
| 6. März 2008          | Bournemouth       | Vereinigtes Königreich | Bournemouth International Centre          |
| 7. März 2008          | London            | Vereinigtes Königreich | The O2                                    |
| 10. März 2008         | Kopenhagen        | Dänemark               | Super Arena Ballerup                      |
| 12. März 2008         | Stockholm         | Schweden               | Hovet                                     |
| 14. März 2008         | Helsinki          | Finnland               | Hartwall Areena                           |
| 16. März 2008         | Tallinn           | Estland                | Saku Suurhall                             |
| 17. März 2008         | Riga              | Lettland               | Arena Riga                                |
| 19. März 2008         | Warschau          | Polen                  | Torwar Hall                               |
| 20. März 2008         | Prag              | Tschechien             | T-Mobile Arena                            |
| 22. März 2008         | Düsseldorf        | Deutschland            | Philipshalle                              |
| 23. März 2008         | Moskau            | Russland               | Olympiastadion                            |
| Asien                 |                   |                        |                                           |
| 5. April 2008         | Tokio             | Japan                  | Makuhari Messe                            |
| Nordamerika           |                   |                        |                                           |
| 4. Juli 2008(D)       | New Orleans       | Vereinigte Staaten     | Louisiana Superdome                       |
| Afrika                |                   |                        |                                           |
| 12. Juli 2008         | Casablanca        | Marokko                | Stade Mohammed V                          |
| Ozeanien              |                   |                        |                                           |
| 27. Oktober 2008      | Auckland          | Neuseeland             | Vector Arena                              |
| 28. Oktober 2008      | Auckland          | Neuseeland             | Vector Arena                              |
| 29. Oktober 2008      | Wellington        | Neuseeland             | TSB Bank Arena                            |
| 31. Oktober 2008      | Brisbane          | Australien             | Brisbane Entertainment Centre             |
| 1. November 2008      | Brisbane          | Australien             | Brisbane Entertainment Centre             |
| 3. November 2008      | Adelaide          | Australien             | Adelaide Entertainment Centre             |
| 4. November 2008      | Melbourne         | Australien             | Rod Laver Arena                           |
| 5. November 2008      | Melbourne         | Australien             | Rod Laver Arena                           |
| 7. November 2008      | Sydney            | Australien             | Acer Arena                                |
| 8. November 2008      | Sydney            | Australien             | Acer Arena                                |
| 9. November 2008      | Sydney            | Australien             | Acer Arena                                |
| 11. November 2008     | Perth             | Australien             | Burswood Dome                             |
| Asien                 |                   |                        |                                           |
| 13. November 2008     | Singapur          | Singapur               | Singapore Indoor Stadium                  |
| 16. November 2008     | Manila            | Philippinen            | The Fort Bonifacio Open Field             |
| Mittelamerika         |                   |                        |                                           |
| 22. Januar 2009       | Monterrey         | Mexiko                 | Arena Monterrey                           |
| 24. Januar 2009       | Mexiko-Stadt      | Mexiko                 | Palacio de los Deportes                   |

### Musikfestivals und andere verschiedene Aufführungen
(A) Dieses Konzert war Teil von The Beat Bash.

(B) Dieses Konzert war Teil von The 2007 Power House Concert.

(C) Dieses Konzert war Teil des Ischgl Open Season Concert.

(D) Dieses Konzert war Teil des 2008 Essence Music Festival.

### Gestrichene und Umgelegte Konzerte
- 4. Dezember 2007 Bournemouth, Bournemouth International Centre Dieses Konzert wurde auf den 6. März 2008 verlegt.
- 5. Dezember 2007 Nottingham, Trent FM Arena Dieses Konzert wurde auf den 20. Dezember 2007 verlegt.
- 10. Dezember 2007 Birmingham, National Exhibition Centre Dieses Konzert wurde auf den 18. Dezember 2007 verlegt.
- 21. Dezember 2007 Moskau, Olympic Stadium Dieses Konzert wurde auf den 23. März 2008 verlegt.
- 14. November 2008 Jakarta, Gelora Bung Karno Stadium
- 19. Februar 2009 Kuala Lumpur, National Stadium, Bukit Jalil

### Verkaufsdaten
| Veranstaltungsort                       | Stadt           | Tickets Verkauft/Verfügbar | Bruttoumsatz |
| --------------------------------------- | --------------- | -------------------------- | ------------ |
| Credit Union Centre                     | Saskatoon       | 6,997 / 7,282 (96 %)       | $289,319     |
| Molson Amphitheatre                     | Toronto         | 8,337 / 8,337 (100 %)      | $416,759     |
| Bell Centre                             | Montreal        | 10,427 / 10,427 (100 %)    | $634,982     |
| Pavilion de la Jeunesse                 | Québec          | 4,885 / 4,885 (100 %)      | $280,977     |
| Moncton Coliseum                        | Moncton         | 5,512 / 5,512 (100 %)      | $298,782     |
| Harbour Station                         | St. John        | 4,829 / 4,829 (100 %)      | $262,515     |
| Halifax Metro Centre                    | Halifax         | 7,259 / 7,259 (100 %)      | $362,981     |
| Bryce Jordan Center                     | University Park | 6,984 / 10,400 (67 %)      | $174,550     |
| Evening News Arena                      | Manchester      | 14,060 / 14,060 (100 %)    | $549,746     |
| Sheffield Arena                         | Sheffield       | 9,889 / 11,369 (87 %)      | $386,660     |
| Metro Radio Arena                       | Newcastle       | 9,562 / 9,673 (99 %)       | $373,874     |
| Scottish Exhibition & Conference Centre | Glasgow         | 9,108 / 9,108 (100 %)      | $356,123     |
| Wembley Arena                           | London          | 10,932 / 10,932 (100 %)    | $427,441     |
| The Brighton Centre                     | Brighton        | 3,762 / 3,762 (100 %)      | $147,094     |
| National Indoor Arena                   | Birmingham      | 9,962 / 10,420 (96 %)      | $389,514     |
| Cardiff International Arena             | Cardiff         | 4,813 / 4,813 (100 %)      | $188,188     |
| Trent FM Arena                          | Nottingham      | 7,518 / 7,527 (99 %)       | $293,954     |
| Odyssey Arena                           | Belfast         | 11,654 / 13,846 (84 %)     | $455,671     |
| Aberdeen Press & Journal Arena          | Aberdeen        | 4,617 / 4,617 (100 %)      | $180,525     |
| Echo Arena                              | Liverpool       | 9,630 / 9,630 (100 %)      | $370,043     |
| Bournemouth International Centre        | Bournemouth     | 6,500 / 6,500 (100 %)      | $254,150     |
| O2 Arena                                | London          | 13,570 / 16,100 (84 %)     | $530,587     |
| Vector Arena                            | Auckland        | 19,757 / 23,928 (83 %)     | $1,333,763   |
| TSB Bank Arena                          | Wellington      | 5,538 / 5,763 (96 %)       | $388,267     |
| Brisbane Entertainment Centre           | Brisbane        | 21,488 / 25,106 (86 %)     | $1,804,122   |
| Adelaide Entertainment Centre           | Adelaide        | 9,082 / 9,494 (96 %)       | $692,589     |
| Rod Laver Arena                         | Melbourne Park  | 26,399 / 33,344 (79 %)     | $2,227,337   |
| Burswood Dome                           | Perth           | 18,784 / 19,924 (94 %)     | $1,527,256   |
| Stade Mohammed V                        | Casablanca      | 100,000 / 100,000 (100 %)  |              |
| GESAMT                                  | GESAMT          | 381,855 / 408,847 (91 %)   | $15,597,769  |

## Personal
Crew
- Anthony Randall (Production Manager)
- JP Firmin (Tour Manager)
- Mark Dawson (Security)
- Fankie Fuccile (Stage Manager)
- Alex MacLeod (Tour Accountant)
- Dave Berrera (Stage Tech)
- Alex Skowron (Lighting Director)
- TJ Thompson (Rigger)
- Simon James (Carpenter)
- David Kirkwood (Front-of-house Engineer)
- Richard Galercki (Monitor Engineer)
- Elizabeth Springer (Wardrobe)

Band
- Rihanna (Hauptsängerin)
- Kevin Hastings (Keyboard)
- Eric Smith (Bass)
- David Haddon (Schlagzeug)
- Adam Ross (Haupt Gitarrist)
- Richard Fortus (Gitarrist September 2008-February 2009)
- Ashleigh Haney (Background-Sängerin)
- Erica King (Background-Sängerin)

Tänzer
- Victoria Parsons (Kapitän)
- Rachel Markarian
- Bryan Tanaka
- Julius Law

Styling
- Ursula Stephen (Haare)
- Mylah Morales (Make-UP)
- Lysa Cooper (Stylist)
- Mariel Haenn (Stylist)
- Hollywood (Stylist)